# Вотроса (река)
Вотроса — река в России, протекает по Пестовскому району Новгородской области. Устье реки находится в 5,5 км по правому берегу реки Кирва. Длина реки составляет 14 км.
На правом берегу реки стоит деревня Вотроса Пестовского сельского поселения.

## Данные водного реестра
По данным государственного водного реестра России относится к Верхневолжскому бассейновому округу, водохозяйственный участок реки — Молога от истока и до устья, речной подбассейн реки — Реки бассейна Рыбинского водохранилища. Речной бассейн реки — (Верхняя) Волга до Куйбышевского водохранилища (без бассейна Оки).
Код объекта в государственном водном реестре — 08010200112110000006405.

## Топографические карты
- Лист карты O-36-60 Пестово. Масштаб: 1 : 100 000. Состояние местности на 1983 год. Издание 1986 г.
- Лист карты O-36-48. Масштаб: 1 : 100 000. Указать дату выпуска/состояния местности.